# Dureza

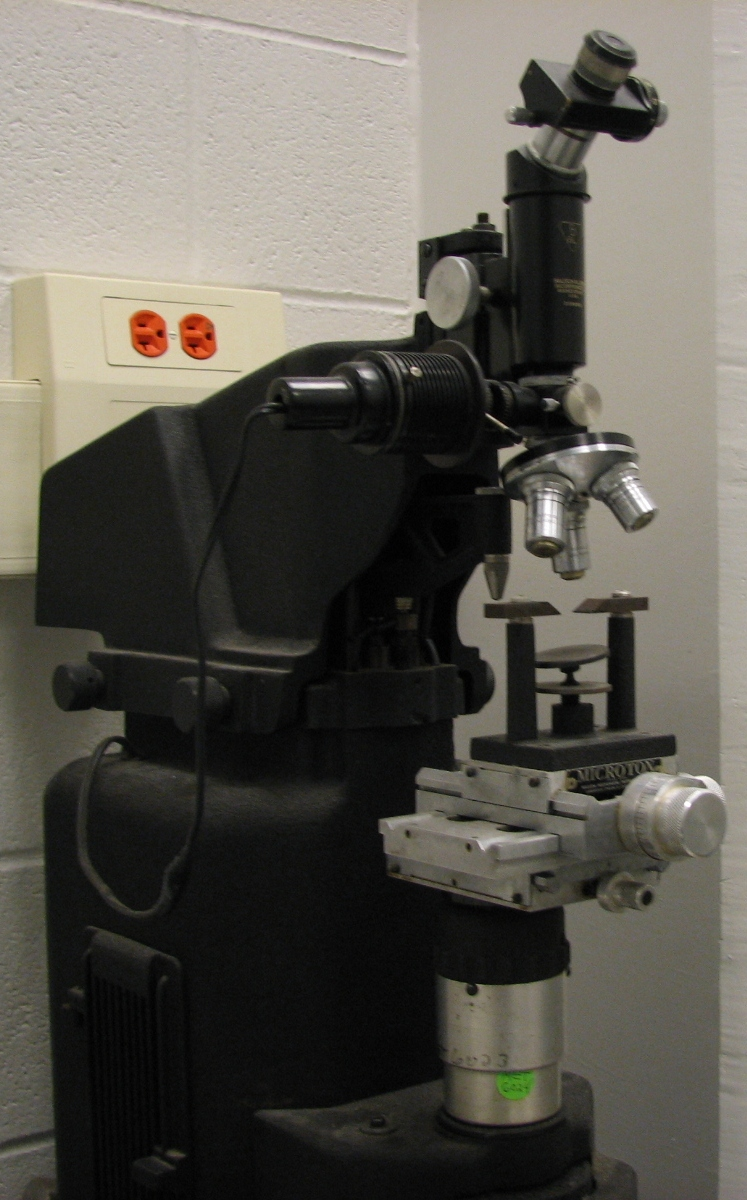
Máquina para medição da dureza Vickers

Em ciência dos materiais, dureza é uma propriedade dos materiais sólidos que pode ser avaliada através resistência à deformação plástica localizada, geralmente provocada por uma abrasão ou identação, em outras palavras, da capacidade de um material "riscar" o outro. Nota-se que dureza é uma propriedade mecânica diferente da rigidez. A escala de Mohs é uma tabela arbitrária que classifica os materiais em uma escala de 1 a 10, da mais suave a mais dura, com o talco sendo a mais suave e o diamante sendo o mais duro.
A dureza é uma propriedade que é diretamente dependente da ductilidade, rigidez, plasticidade, deformação, resistência mecânica, tenacidade, viscoelasticidade e viscosidade.
Outra maneira de avaliar a dureza é a capacidade de um material penetrar o outro. Na engenharia e na metalurgia, o chamado ensaio de penetração para a medição da dureza. A partir de um referencial intermediário, a dureza pode ser expressa em diversas unidades. São comuns usar os seguintes processos:
| Dureza   | Materiais                           |
| Brinell  | Metais                              |
| Rockwell | Metais                              |
| Meyer    | Metais                              |
| Vickers  | Metais, Cerâmicas                   |
| Knoop    | Metais, Cerâmicas                   |
| Shore    | Polímeros, Elastômeros, Borrachas   |
| Barcol   | Alumínio, Borrachas, Couro, Resinas |
| IRHD     | Borrachas                           |

Desde que haja um referencial intermediário, é a resistência oferecida por uma determinada liga padrão à penetração de um outro material que fornecerá o índice de dureza para os metais, sendo, portanto, de particular interesse para avaliar a resistência ao desgaste, o grau de endurecimento superficial por tratamentos térmicos e a resistência mecânica em geral do material, uma vez que as características mecânicas de sua superfície associadas ao grau de transferência térmica é que responderão como um todo.
No entanto, um fator que gera imprecisões neste tipo de ensaio é o de que os materiais tendem a deformar a impressão deixada após a remoção da carga, devido à excessiva elasticidade ou à grande aderência por plasticidade.
Estes ensaios de dureza são realizados mais frequentemente do que outros ensaios mecânicos devido aos seguintes fatores:
- São simples e de baixo custo – não é necessário a preparação de outro material e o equipamento é relativamente pouco dispendioso;
- Os ensaios não são destrutivos (em geral) – o material não é fraturado ou excessivamente deformado, sendo deixada apenas uma pequena impressão. (Porém, um ensaio com penetrador maior, tal como o de dureza Brinell,[1] pode ser considerado destrutivo);
- Outras propriedades mecânicas podem ser obtidas através dos ensaios de dureza, como a tensão máxima de tração, que pode ser obtida, para a maioria dos aços, através da seguinte equação:

{\displaystyle TS(MPa)=3,45HB}
onde "HB" é a dureza na escala Brinell.
A facilidade de conversão da dureza em um escala para outra é algo desejável. No entanto, como a dureza não é uma propriedade do material muito bem definida e, devido às diferenças entre os vários métodos, um esquema compreensível de conversão não foi totalmente definido.
As conversões entre os diversos métodos de medição devem ser aplicadas com cautela, devido a variações nos resultados, em função de possíveis heterogeneidades da microestrutura do material.
Estas heterogeneidades resultam em resultados diferentes de dureza, principalmente quando se utilizam métodos com cargas muito reduzidas (Vickers e Knoop). Os métodos com cargas mais elevadas (Brinell e Rockwell) resultam em resultados mais homogêneos, representando uma "média" da dureza de uma determinada região da peça.
Assim sendo, as durezas Vickers e Knoop são consideradas durezas de laboratório, sendo utilizadas mais frequentemente, para a determinação de durezas em pontos específicos de uma determinada peça, podendo-se distinguir a dureza entre diferentes fases do material ou entre áreas distintas, formadas por tratamentos térmicos como a cementação ou a nitretação. Estes métodos, quase sempre, exigem a preparação de corpo de prova, com lixamento fino ou mesmo o polimento metalográfico. Outra característica destes dois métodos é a possibilidade de variação da carga aplicada, com cargas entre 10 gramas e 100 kgf. A escolha da carga é feita em função do tipo de peça ou tipo de pesquisa que se realiza. Apesar de, teoricamente, para todas as cargas as durezas obtidas encontrarem-se dentro de uma mesma escala, na realidade cargas diferentes podem resultar em durezas diferentes, devido a possível presença de heterogeneidades no material.
As durezas Brinell e Rockwell, são utilizadas para a medição de peças mais brutas, em geral, não é necessário a preparação de corpos de prova, sendo apenas realizado um pequeno lixamento na superfície a ser testada. Estes métodos são apropriados para a utilização em linhas de produção e oficinas.
Informações úteis para a conversão de dureza foram obtidas de modo experimental e podem ser vistas na ASTM E140 (Standard Hardness Conversion Tables for Metals).
A tabela mostrada abaixo não pode ser tomada como verdadeira para cálculos de engenharia. A conversão de resultados de dureza para valores de resistência a tração não é confiável, ocorrendo grandes variações em função do tipo de aço e do tipo de tratamento térmico ao qual o aço foi submetido. Da mesma forma, resultados de dureza não levam em consideração possíveis falhas microestruturais que, por exemplo, poderiam haver fragilizado o aço, resultando em valores totalmente fora da tabela.
| Tensão Máxima de Tração | Brinell | Brinell | Rockwell | Rockwell | Vickers | Shore |
| ----------------------- | ------- | ------- | -------- | -------- | ------- | ----- |
| MPa                     | mm      | HB      | HRC      | HRB      | HV      | D     |
| -                       | -       | -       | 68       | -        | 940     | 105   |
| -                       | 2,30    | 712     | 67       | -        | 903     | 104   |
| -                       | 2,30    | 697     | 66       | -        | 870     | 103   |
| -                       | 2,35    | 682     | 65       | -        | 840     | 102   |
| -                       | 2,37    | 668     | 64       | -        | 813     | 100   |
| -                       | 2,40    | 653     | 63       | -        | 787     | 98    |
| -                       | 2,43    | 639     | 62       | -        | 762     | 96    |
| -                       | 2,45    | 624     | 61       | -        | 738     | 93    |
| -                       | 2,48    | 611     | 60       | -        | 715     | 91    |
| -                       | 2,51    | 595     | 59       | -        | 693     | 89    |
| -                       | 2,54    | 582     | 58       | -        | 672     | 87    |
| -                       | 2,57    | 568     | 57       | -        | 652     | 84    |
| 2148                    | 2,60    | 555     | 56       | -        | 632     | 82    |
| 2089                    | 2,63    | 542     | 55       | -        | 612     | 80    |
| 2011                    | 2,66    | 530     | 54       | -        | 593     | 78    |
| 1933                    | 2,69    | 517     | 53       | -        | 574     | 76    |
| 1874                    | 2,72    | 507     | 52       | -        | 558     | 74    |
| 1815                    | 2,75    | 495     | 51       | -        | 542     | 72    |
| 1756                    | 2,78    | 485     | 50       | -        | 526     | 70    |
| 1687                    | 2,81    | 473     | 49       | -        | 510     | 68    |
| 1638                    | 2,85    | 462     | 48       | -        | 495     | 67    |
| 1579                    | 2,88    | 451     | 47       | -        | 480     | 65    |
| 1530                    | 2,91    | 440     | 46       | -        | 466     | 64    |
| 1472                    | 2,95    | 429     | 44       | -        | 449     | 62    |
| 1413                    | 3,00    | 415     | 42       | -        | 429     | 60    |
| 1364                    | 3,05    | 401     | 41       | -        | 410     | 58    |
| 1315                    | 3,10    | 388     | 40       | -        | 393     | 56    |
| 1265                    | 3,15    | 376     | 39       | -        | 379     | 54    |
| 1226                    | 3,20    | 363     | 37       | -        | 365     | 52    |
| 1187                    | 3,25    | 353     | 36       | -        | 353     | 51    |
| 1148                    | 3,30    | 341     | 35       | -        | 341     | 50    |
| 1118                    | 3,35    | 331     | 34       | -        | 331     | 49    |
| 1079                    | 3,40    | 321     | 33       | -        | 321     | 48    |
| 1050                    | 3,45    | 311     | 31       | -        | 311     | 46    |
| 1020                    | 3,50    | 302     | 30       | -        | 302     | 45    |
| 991                     | 3,55    | 294     | 29       | -        | 294     | 44    |
| 961                     | 3,60    | 285     | 28       | -        | 285     | 43    |
| 932                     | 3,65    | 277     | 27       | -        | 277     | 42    |
| 902                     | 3,70    | 269     | 26       | -        | 269     | 41    |
| 873                     | 3,75    | 262     | 25       | -        | 262     | 40    |
| 853                     | 3,80    | 255     | 24       | -        | 255     | 39    |
| 834                     | 3,85    | 248     | 23       | -        | 248     | 38    |
| 814                     | 3,90    | 241     | 21       | -        | 241     | 37    |
| 795                     | 3,95    | 235     | 20       | -        | 235     | 36    |
| 775                     | 4,00    | 229     | 19       | 100      | 229     | -     |
| 755                     | 4,05    | 223     | 18       | 99       | 223     | 35    |
| 735                     | 4,10    | 217     | 17       | 98       | 217     | -     |
| 716                     | 4,15    | 212     | 16       | 97       | 212     | 34    |
| 696                     | 4,20    | 207     | 15       | 96       | 207     | 33    |
| 677                     | 4,25    | 201     | 14       | 95       | 201     | -     |
| 667                     | 4,30    | 197     | 13       | 94       | 197     | 32    |
| 647                     | 4,35    | 192     | 12       | 93       | 192     | 31    |
| 628                     | 4,40    | 187     | -        | 92       | 187     | -     |
| 608                     | 4,45    | 183     | -        | 91       | 183     | -     |
| 598                     | 4,50    | 178     | -        | 90       | 178     | -     |
| 589                     | 4,55    | 174     | -        | 89       | 174     | -     |
| 569                     | 4,60    | 170     | -        | 88       | 170     | -     |
| 559                     | 4,65    | 167     | -        | 87       | 167     | -     |
| 549                     | 4,70    | 163     | -        | 86       | 163     | -     |
| 528                     | 4,75    | 159     | -        | 85       | 159     | -     |
| 520                     | 4,80    | 156     | -        | 84       | 156     | -     |
| 510                     | 4,85    | 152     | -        | 83       | 152     | -     |
| 500                     | 4,90    | 149     | -        | 82       | 149     | -     |
| 490                     | 4,95    | 146     | -        | 81       | 146     | -     |
| 490                     | 5,00    | 143     | -        | 79       | 143     | -     |
| 480                     | 5,05    | 140     | -        | 78       | 140     | -     |
| 470                     | 5,10    | 137     | -        | 77       | 137     | -     |
| 460                     | 5,15    | 134     | -        | 76       | 134     | -     |
| 450                     | 5,20    | 131     | -        | 75       | 131     | -     |
| 441                     | 5,25    | 128     | -        | 74       | 128     | -     |
| 431                     | 5,30    | 126     | -        | 73       | 126     | -     |
| 421                     | 5,35    | 123     | -        | 71       | 123     | -     |
| 411                     | 5,40    | 121     | -        | 70       | 121     | -     |
| 411                     | 5,45    | 118     | -        | 69       | 118     | -     |
| 401                     | 5,50    | 116     | -        | 67       | 116     | -     |
| 392                     | 5,55    | 114     | -        | 65       | 114     | -     |
| 382                     | 5,60    | 111     | -        | 64       | 111     | -     |
| 382                     | 5,65    | 109     | -        | 63       | 109     | -     |
| 372                     | 5,70    | 107     | -        | 62       | 107     | -     |
| 362                     | 5,75    | 105     | -        | 60       | 105     | -     |
| 353                     | 5,80    | 103     | -        | 58       | 103     | -     |
| 343                     | 5,90    | 100     | -        | 56       | 100     | -     |
| 333                     | 6,00    | 95      | -        | 52       | 95      | -     |
| 314                     | 6,15    | 90      | -        | 47       | 90      | -     |
| 294                     | 6,30    | 85      | -        | 42       | 85      | -     |
| 274                     | 6,50    | 80      | -        | 36       | 80      | -     |

Existem diversos fatores que influenciam a dureza dos metais, principalmente:
- Soluções Sólidas e Elementos de Liga;
- Tamanho de Grão e Direções Cristalográficas;
- Temperatura.